# Сорока, Богдан Михайлович
Богда́н Миха́йлович Соро́ка (укр. Богдан Михайлович Сорока; 2 сентября 1940, Львов — 9 апреля 2015, Жешув) — советский и украинский художник-график.

## Биография
Богдан Сорока родился и первые восемь месяцев жизни провёл в тюрьме «Бригидки» во Львове, где отбывала заключение его мать Екатерина Зарицкая. Его отец, Михаил Сорока (1911—1971), был участником украинского движения сопротивления, членом ОУН, организатором группы сопротивления украинских заключённых в Воркуте под названием «ОУН-Север», более 30 лет отсидел в советских лагерях. Богдан воспитывался в семье дедушки, украинского математика Мирона Зарицкого.
В 1964 году Богдан Сорока окончил Львовский институт прикладного и декоративного искусства по специальности «Керамист». В 1964—1993 годах работал на Львовском художественном комбинате живописцем-монументалистом. С 1993 года — доцент ЛГИПДИ, с 1993 года — первый заведующий кафедрой промышленной графики, где работал до 2005 года.
В 1969 году Сорока создал свои первые линогравюры, ставшие иллюстрациями к сборнику стихов Игоря Калинца «Открытие вертепа», напечатанному в Лондоне под названием «Стихотворения из Украины». После этого Сороку вызвали на допрос в КГБ, а затем десятилетия не допускали его произведения к выставкам. Однако он продолжил создавать графические циклы: «Украинская мифология» (1970—1972), «Купальские забавы» (1974), «Символы Григория Сковороды» (1975), «Поход гномов» (1979—1984), «Путешествие Узбекистаном» (1981—1982), «Архитектура Львова» (1990), «Символы и эмблемы», «Деревянные церкви Галичины» (2000), а также иллюстрации к произведениям Леси Украинки, Романа Иванычука, Василия Стефаника, Тараса Шевченко, Ивана Кошеливца.
С 2001 года работал в технике цветной линогравюры.
В 2014 году вышла книга художника «Воспоминания».
Умер 9 апреля 2015 в Жешуве во время проведения хирургической операции. Похоронен на Лычаковском кладбище (поле № 59).

### Семья
Был женат, имел две дочери. Внук Антон Святослав Грин сыграл одну из главных ролей в фильме «Поводырь».

## Награды
- 1989 — вторая премия Международного конкурса экслибриса (Вильнюс)[8]
- 2006 — первая премия на выставке-конкурсе им. Г. Якутовича (Киев)[8]
- 2009 — медаль на XIII международном биеннале малой графической формы и экслибриса (Острув-Велькопольский, Польша)[8]
- 2009 — орден «За заслуги» ІІІ степени (7 октября 2009 года)[9]
- 2011 — Орден «За интеллектуальную отвагу»